# サニー・ランドレス
サニー・ランドレス（Sonny Landreth、1951年2月1日 - ）は、アメリカ合衆国ルイジアナ州を拠点に活動するギタリスト、シンガー。

## 概要
アメリカ南部のルーツ音楽、特にブルースや地元ルイジアナ州のケイジャン、ザディコなどを基調としたサウンドを特長としている。スライド・ギターで知られており、独自の「ビハインド・ザ・スライド」奏法を編み出すなど、革新的で卓越した技術はエリック・クラプトンを始めとするプロのミュージシャンからも幅広く尊敬を集めている。
セッション・プレイヤーとしての活動も顕著で、ジョン・ハイアット、マーク・ノップラー、ボビー・チャールズ、クラレンス・"ゲイトマウス"・ブラウンなど、数多くのアーティストの作品で客演をしている。

## 来歴
ミシシッピ州キャントンに生まれ、幼少期にルイジアナ州ラファイエットに移住する。最初に手にした楽器は、10歳のときに始めたトランペット。エルヴィス・プレスリーのギタリストのスコッティー・ムーアのプレイに感銘を受け、13歳でギターを始める。チェット・アトキンス、ロバート・ジョンソン、エルモア・ジェームス、デュアン・オールマン、ライ・クーダーといったギタリストたちに影響を受けながら腕を磨いて行った。
ソロ・デビュー以前の1970年代、ザディコの大御所として知られるクリフトン・シェニエのバンドに参加。1981年には、ブルース・アンリミテッド・レーベルから初のソロ・アルバムBlues Attackをリリースした。これは、全曲ブルースで構成された内容となっている。1985年には、ルイジアナ音楽を前面に押し出した二作目、Way Down In Louisianaをリリースした。この作品には、ネヴィル・ブラザーズやジョン・メイオールらも取り上げたサニーの代表曲"Congo Square"も収録された。
1980年代の半ばにサニーはジョン・ハイアットの目に留まり、彼のバンド、ゴナーズのギタリストとしてツアーに参加。1988年には、ハイアットとともに初来日を果たした。同年リリースとなった彼のアルバムSlow Tuningにも名を連ねている。
1990年代にBMG系のズー・エンタテインメントと契約したサニーは、同レーベルからOutward Bound（1992年）、South of I-10（1995年）と2枚のアルバムをリリース。特に後者はアラン・トゥーサン、マーク・ノップラー等が参加、サニーらしいスライドが堪能できるインスト"Native Stepson"、"Congo Square"の再演が含まれるなど、サニーの代表作のひとつとなっている。
2003年には、通算6作目となるThe Road We're Onをリリース。同年、ジャパン・ブルース&ソウル・カーニバル出演のために来日した。ソロとしては、これが初来日となった。
2004年、ダラスで開催されたエリック・クラプトンのクロスロード・ギター・フェスティヴァルに出演。2007年にシカゴで開催された第2回フェスティヴァルにも出演し、クラプトンとの共演も果たしている。
2008年、5年ぶりのスタジオ・アルバム、From The Reachをリリース。エリック・クラプトン、ロベン・フォード、ドクター・ジョンら豪華ゲストが参加した内容となっている。

## ディスコグラフィー

### オリジナル・アルバム
- 1981年 Blues Attack (Blues Unlimited)
- 1985年 Way Down In Louisiana (Blues Unlimited)　※後にDown In Louisianaとして再発
- 1992年 Outward Bound (Zoo Entertainment)
- 1995年 South of I-10 (Zoo Entertainment)
- 2000年 Levee Town (Sugar Hill)
- 2003年 The Road We're On (Sugar Hill)
- 2005年 Grant Street (Sugar Hill)
- 2008年 From The Reach (Landfall)
- 2012年 Elemental Journey (Landfall)
- 2015年 Bound By The Blues (Provogue)
- 2020年 Blacktop Run (Provogue)

### 編集盤
- 1999年 Crazy Cajun Recordings (Edsel)